# Bergbaulehrpfad Baumannsgraben

Symbol

Der Bergbaulehrpfad Baumannsgraben oder auch „Roter Löwe Kunstgraben“ ist ein Bergbaulehrpfad in Schwarzenberg im sächsischen Erzgebirgskreis. Der Kunstgraben der Roter Löwe Fundgrube wurde nach seinem Erbauer Baumannsgraben genannt. Das Wegesymbol ist ein weißes Quadrat mit einem diagonal von links oben nach rechts unten verlaufenden grünen Band.
12 Tafeln erklären Besonderheiten des vergangenen Bergbaus in Schwarzenberg.

## Verlauf

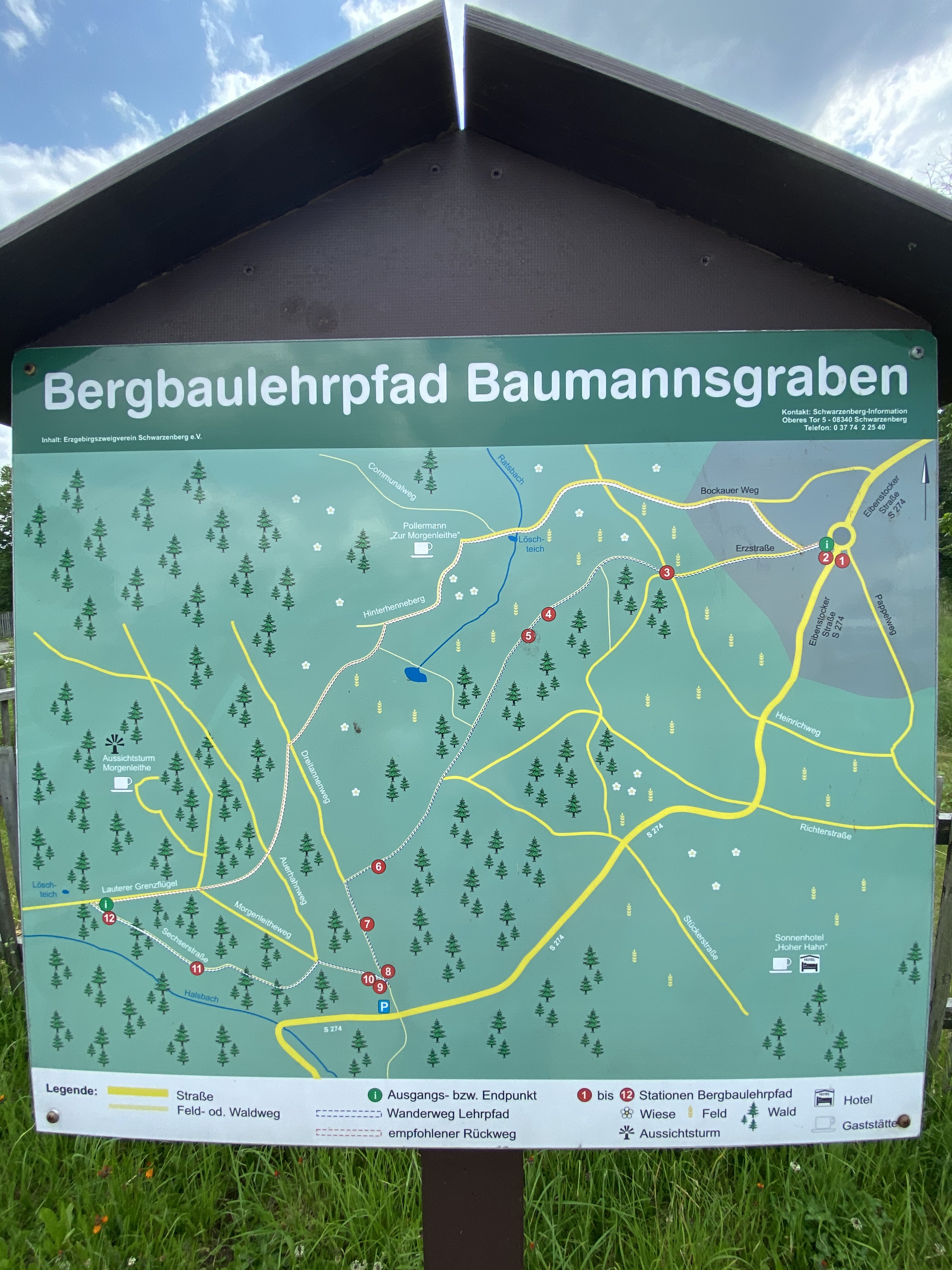
Übersichtskarte Baumannsgraben

Der Lehrpfad ist ein 10 km langer Wanderweg, der am Kreisverkehr im Schwarzenberger Ortsteil Heide beginnt. Der Verlauf ist auf einer Tafel dargestellt. Die Strecke verläuft durch Wälder und Wiesen entlang des ehemaligen Kunstgrabens. Entlang der Erzstraße, am Ärztehaus rechts und bei einem Spielplatz links vorbei führt der Weg an Lesesteinwälle bis zum Waldrand. Hier folgt der Lehrpfad rechts dem mittleren Weg. Entlang des Waldrandes geht es bis zum Dreitannenweg. Auf dem Dreitannenweg, vorbei an der Silberkammer Fundgrube bis zum Morgenleithenweg, führt der Lehrpfad. Am ehemaligen Abzweig älterer und neuer Kunstgraben geht es vorbei an der Freudiger Vergleich Fundgrube. An der Station 11 sollte man den Waldweg verlassen und vorsichtig die unterhalb gelegene Felsgruppe erkunden. Die Reste der Steinpfeiler sind noch zu erkennen. Leider sind die in den 1990er-Jahren rekonstruierten Fluterrinnen zerstört. An Station 12 endet der Lehrpfad. Hier zweigte der Kunstgraben vom Halsbach ab.

## Stationen
1. Roter Löwe Kunstschacht ⊙
2. Förderschacht „Roter Löwe“ ⊙
3. Roter Löwe Graben ⊙
4. Grüner Zweig Fundgrube, Magdeburger Glück Fundgrube, Roter Adler Stollen ⊙
5. Grabentour „Baumannsgraben“ „Roter-Löwe-Graben“  ⊙
6. Hilfe Gottes Fundgrube ⊙
7. Silberkammer Fundgrube ⊙
8. Grabentour „Baumannsgraben“ „Roter-Löwe-Graben“  ⊙
9. Freudiger Vergleich Fundgrube ⊙
10. Grabentour „Baumannsgraben“ „Roter-Löwe-Graben“  ⊙
11. Reste Steinpfeiler ⊙
12. Abzweig Kunstgraben  ⊙

## Rückweg
Für den Rückweg sollte man den Lauterer Grenzflügel nutzen. Einen Abstecher zur Berggaststätte Morgenleithe mit Aussichtsturm sollte man mit nutzen. Zurück über Hinterhenneberg führt der Weg zum Startpunkt.